# 聖雷鳴道
聖類斯·雷鳴道（義大利語：San Louis Versiglia；1873年6月5日—1930年2月25日）是意大利籍主教及慈幼會會士。曾任韶州宗座代牧區宗座代牧（1920年-1930年）。1930年在中國殉道，2000年10月1日獲教宗若望·保祿二世封聖，中華殉道者之一，慶日為2月25日。

## 生平

### 早年生活
類斯·雷鳴道出生於1873年6月5日，在 意大利王國帕維亞省都靈以東約一百公里的小農村奧利瓦傑西。他在12歲時被送到都靈的慈幼會學校讀書，他那時並沒有成為神父的志向。直到，慈幼會會祖若望·鮑思高神父死前與他見面，才讓他改變。1889年，雷鳴道16歲時加入慈幼會，並入讀羅馬宗座額我略大學哲學系。1895年12月21日，雷鳴道在22歲時領受鐸職。晉鐸後，雷鳴道在意大利真扎諾擔任慈幼會的初學聖師。
於1906年，慈幼會受澳門教區主教邀請到澳門展開服務和傳教。慈幼會派遣雷鳴道神父率領首批會士到葡屬澳門，並設立一所孤兒院（即現今的澳門慈幼中學）。

### 牧職
1920年4月9日，聖座從廣州宗座代牧區劃出原由巴黎外方傳教會管轄廣東省北部的清遠及韶關等縣，成立韶州宗座代牧區，並交由慈幼会會士負責管理。同時，雷鳴道獲時任教宗本篤十五世任命為韶州宗座代牧區首任宗座代牧，領銜希臘卡里斯托教區主教。1921年1月9日，在廣州石室耶穌聖心主教座堂由廣州宗座代牧光若翰主教主禮，香港宗座代牧師多敏主教和汕頭宗座代牧實茂芳主教襄禮晉牧。
雷鳴道主教任內在當創辦一所孤兒院、幾所養老院和二所麻風病院。123年襄禮晉秧埃內斯托·科波為西澳大利亞州設金伯利宗塵代牧。

### 殉道
於1930年2月25日，雷鳴道主教與高惠黎神父乘船前往連州傳教，船上還有傳道員、老師及學生。途中，遇上土匪索取500美元過路費，並意圖帶走船上的女青年。雷主教與高神父為保護女青年與土匪搏鬥。但是，他們最後還是不敵土匪，與其他人一起被帶走。雷主教和高神父被單獨帶到附近樹林中，被土匪槍殺殉道。
船員趕快划船到連江口，並向嘉懷德神父報告事件及向韶州主教府發出電報。2月27日，嘉懷德神父及主教秘書賴偉士神父偕同警察回到事發地點，並將二人遺體運回連江口。同年3月4日進行驗屍，遺體被移到鋅製的靈柩運返韶州。高惠黎神父的遺體安葬在河西聖若瑟堂，而主教的遺體則安葬在主教座堂。

## 封聖
1934年12月31日至1935年期間，在韶州宗座代牧區和意大利都靈總教區展開對雷鳴道主教與高惠黎神父的封聖及殉道調查，並在1949年3月18日獲確認。1952年6月13日，獲教宗庇護十二世確認天主之僕。其後，分別於1953年至1954年在英屬香港及於1953年至1957年在都靈再次展開更深入的調查。1963年7月5日，二份調查報告獲得聖座禮儀部認可，並再交由聖座進一步調查。
1976年2月3日，聖座封聖部調查後批准宣福，並於1976年11月13日教宗保祿六世確認雷鳴道主教為殉道者和安排準備宣福禮。
然而，教宗若望·保祿二世上任後放寬有關規定，並於1983年5月15日將雷鳴道主教宣福。於2000年10月1日，若望·保祿二世再將雷鳴道主教與高惠黎神父及其他一百多位中華殉道者封聖。

## 外部連結
- 慈幼會聖者：聖類斯‧雷鳴道主教 （页面存档备份，存于）
- 聖雷鳴道主教及聖高惠黎司鐸殉道 耶穌會  （页面存档备份，存于）